# IX Olimpiada Historyczna
IX Olimpiada Historyczna – olimpiada historyczna, której finały odbyły się w dniach 10-14 kwietnia 1983 w Warszawie.
Olimpiada dotyczyła roku szkolnego 1982/1983. 12 uczestników zdobyło tytuł laureata w warszawskich eliminacjach centralnych. 
Laureatami zostali: 
- 1. miejsce: Wojciech Drelicharz (LO w Chmielniku),
- 2. miejsce: Michał Kopczyński (IX LO w Warszawie),
- 3. miejsce: Jakub Kubicha (IV LO w Opolu)[1].